# Grobbens renmuis
De Grobbens renmuis (Gerbillus grobbeni)  is een zoogdier uit de familie van de Muridae. De wetenschappelijke naam van de soort werd voor het eerst geldig gepubliceerd door Klaptocz in 1909.

## Voorkomen
De soort komt voor in Libië.